# 제13회 DMZ국제다큐영화제
제13회 DMZ국제다큐영화제는 2021년 9월 9일에 열린 시상식이다.

## 수상 및 후보

### 국제경쟁 - 흰기러기상
- 수프와 이데올로기 - 양영희 수상

### 국제경쟁 - 심사위원 특별상
- 프레지던트 - 카밀라 닐손 수상

### 국제경쟁 - 심사위원 특별언급
- 창문없는 방 - 로저 코렐라 수상

### 아시아경쟁 - 아시아 시선상
- 우시쿠 - 토마스 애쉬 수상

### 아시아경쟁 - 넥스트 상
- 실루엣 - 아프사네 살라리 수상

### 한국경쟁 - 최우수한국다큐멘터리상
- 바운더리 - 윤가현 수상

### 단편경쟁 - 최우수단편다큐멘터리상
- Sad Film - Vasili 수상

### 단편경쟁 - 심사위원 특별상
- 농몽 - 권순현 수상

### 청소년섹션-무한상상(경기도교육감상)
- 학생이 행복한 도시: Like a Student - 임채민 수상

### 청소년섹션 - 상상이상(영화제집행위원장상
- 없는 존재 - 박예린 수상

### 청소년섹션 - 자유연상(영화제집행위원장상)
- 우리과 오지마세요 - 강채린 수상
- #용기내! - 송지현 수상
- 공단 민들레 - 이승훈 외 3명 수상
- 맘마미아 - 이용길 수상

### 특별상 - 용감한 기러기상
- 너에게 가는 길 - 변규리 수상

### 특별상 - 아름다운 기러기상
- 모어 - 이일하 수상

### 특별상 - 관객상
- 한창나이 선녀님 - 원호연 수상

### 특별상 - DMZ예술공헌상
- 아치의 노래, 정태춘 - 고영재 수상

### 특별상 - 신진감독상
- 물방울을 그리는 남자 - 김오안 수상

### 아시아발전재단상 - 장편
- 차별 - 김지운 외 1명 수상

### 국제경쟁
- 강은 흐르고, 굽이치고, 지우고, 되비춘다 - 주성저
- 두 개의 별 - 판 지안
- 모어 - 이일하
- 저스트 어 무브먼트 - 빈센트 미슨
- 달려라 소년 - 쑨거팅
- 공동의 삶 - 디오고 페레이라
- 마이 베트남 - 히안 마이 외 1명
- 프레지던트 - 카밀라 닐손
- 창문없는 방 - 로저 코렐라
- 잿빛 하늘 아래에서 - 알바로 F. 풀페이로
- 페루의 위안부 - 패트리샤 비세 리소
- 수프와 이데올로기 - 양영희

### 한국경쟁
- 1989 베를린, 서울 Now - 최우영
- 아주 오래된 미래도시 - 조은성
- 바운더리 - 윤가현
- 한창나이 선녀님 - 원호연
- 차별 - 김지운 외 1명
- 거의 새로운 인간 - 백종관
- 계절이 지나가는 하늘에는 - 고한벌
- 세월 - 장민경
- 오시카무라에 부는 바람 - 김명윤
- 물방울을 그리는 남자 - 김오안

### 아시아경쟁
- 더블 레이어드 타운 - 코모리 하루카 외 1명
- 성스러운 빵 - 라힘 자비히
- 바다에서 마지막 날들 - 베니스 아티엔사
- 불타는 숲 - 아르판 사브란
- 마니석 돌담 - 궈흥치
- 실루엣 - 아프사네 살라리
- 굴레 - 노민 르크바수렌
- 우시쿠 - 토마스 애쉬
- 여명을 기다리며 - 장홍지에
- 스마트폰으로 세상을 쏘다 - 린투 토마스 외 1명

### 단편경쟁
- 검은 캔버스 - 시린 에클라시
- 고양이도 왕을 볼 수 있다 - 정즈밍
- 춤, 생명을 위하여 - 베이비 루스 빌라라마
- 어떤 사랑에 관한 기억 - 쑤웨친
- 패브릭 - 이만 베로우치
- 게시마: 티벳 여승 이야기 - 말라티 라오
- 학경 - 김희진
- 해피해피 이혼파티 - 남순아
- 그때는 그녀에게 안부 전해줘 - 지아준 오스카 장
- 들랑날랑 혼삿길 - 홍민키
- 긴 복도 - 정여름
- 리엔 아주머니의 오래된 조선소 - 응우옌 투 흐엉
- Mao's Ice Cream - ZHANG Jialu 외 2명
- May뷟EJU뷗ay - 강희진
- 농몽 - 권순현
- 빨래 - 박소현
- 우리집 - 이오은
- Sad Film - Vasili
- 산 23-1, X - 이민호
- 너무나 멀지만 너무도 가까운 - 디나 미미 외 1명
- 그때는 그녀에게 안부 전해줘 - 변희영
- 선율 - 김윤정
- 할머니=달걀 - 장우징
- 나의 목소리, 나의 음악 - 찬야웬
- 숨은지혜찾기 - 임기웅
- 저항의 드럼소리 - 사이 초 카잉
- M의 유래 - 장원석
- 마지막 희망 - 라자 샤비르 모하마드 칸
- 창밖에는 눈이 쌓이고 - 마르얀 코스라비

### 글로벌 비전
- 내가 원하는 것 - 사마허 알카디
- 중국몽 - 제시카 킹던
- 방탄학교 - 토드 챈들러
- 자타리의 축구 선수들 - 알리 엘 아라비
- 토비의 선택 - 알렉사 바코니
- 데아 - 알베르토 제로사
- 에드나 - 에릭 호샤
- 로스트 코스 - 질 리
- 메이데이 - 마리코 테츠야
- 거울 - 리커신
- 어둠을 바라보는 법 - 카롤리나 모스코소
- 기억에 관하여 - 리아오지에카이
- 사바야 - 호기르 히로리
- 광야에서 부르는 노래 - 천동난
- 스트라툼 2 - 총 펑
- 미얀마의 소년병 - 리용차오
- 마음의 세계 - 잉량
- 그들은 우리의 응시에 응답한다 - 백종관
- 변신! - 이시다 도모야

### 한국다큐쇼케이스
- 영화감독 노동주 - 임찬익
- 너에게 가는 길 - 변규리
- 코리도라스 - 류형석
- 얼굴들 - 김민정
- 깅자 - 박철환
- 봉명주공 - 김기성
- 판문점 - 송원근 외 1명
- 사상 - Park Bae-il
- 미싱타는 여자들: 전태일의 누이들 - 이혁래
- 작은 새와 돼지씨 - 김새봄
- 아치의 노래, 정태춘 - 고영재
- 미싱타는 여자들: 전태일의 누이들 - 김정영

### 마스터즈
- 정비소, 엔진 그리고 사람들 - 클레르 시몽
- 군다 - 빅토르 코사코프스키
- 피폭의 연대 - 리티 판
- 야상곡 - 잔프란코 로시
- 먼바다까지 헤엄쳐 가기 - 지아장커

### 청소년 섹션
- 우리과 오지마세요 - 강채린
- #용기내! - 송지현
- 공단 민들레 - 이승훈 외 3명
- 학생이 행복한 도시: Like a Student - 임채민
- 맘맘미아 - 이용길
- 없는 존재 - 박예린

### 오픈시네마
- 둥글고 둥글게 - 장민승
- 힐마 아프 클린트 - 미래를 위한 그림 - 할리나 디르스츠카
- 샹탈 애커만+페드로 코스타 - 줄리오 알베스
- 그림자의 대화 - 줄리오 알베스
- 펠리노폴리스 - 실비아 줄리에티
- K클래식 제너레이션 - 티에리 로로
- 허안화: 행복한 영화 - 만림중
- 로그 인 벨지움 - 유태오
- 리-패션 - 조안나 바워스
- 파도 위의 소년 - 마틴 로버트슨
- 락필드: 스튜디오 온 더 팜 - 한나 배리맨
- 송해 1927 - 윤재호

### 기록 너머의 기록:재일조건인 다큐멘터리
- 숨겨진 손톱자국: 간토대지진 - 오충공
- 해녀 양씨 - 마사키 하라무라
- 또 하나의 히로시마 - 아리랑의 노래 - 박수남
- 해방의 그 날까지 - 재일조선인의 발자취 - 신기수

### 산책자로서의 여행자
- 런던 순환도로 - 크리스토퍼 페티트 외 1명
- 한 시간 - 로버트 프랭크
- 반도투어 - 김보용
- 초국지소지천황 - 하라 마사토

### 지금,여기,아시아
- 좀 더 나은 세상을 만드는 법 - 응우옌 트린 티
- 시대착오적 연대기 : 아시아 안팎의 항해 - 판 루 외 1명
- 스틸 사이드 - 미코 레베르자 외 1명

### 오지필름,지역에서 다큐를 만든다는 것
- 얼굴의 땅 - 박배일
- 밀양 아리랑 - 박배일